# تپه بن عباس مهدی
تپه بن عباس مهدی مربوط به دوره ساسانیان است و در شهرستان پل‌دختر، بخش معمولان، دهستان معمولان، ۵۰۰ متری غرب روستای بن عباس مهدی واقع شده و این اثر در تاریخ ۲۲ آبان ۱۳۸۶ با شمارهٔ ثبت ۲۰۱۲۹ به‌عنوان یکی از آثار ملی ایران به ثبت رسیده است.